# Lijst van bergen in Oceanië

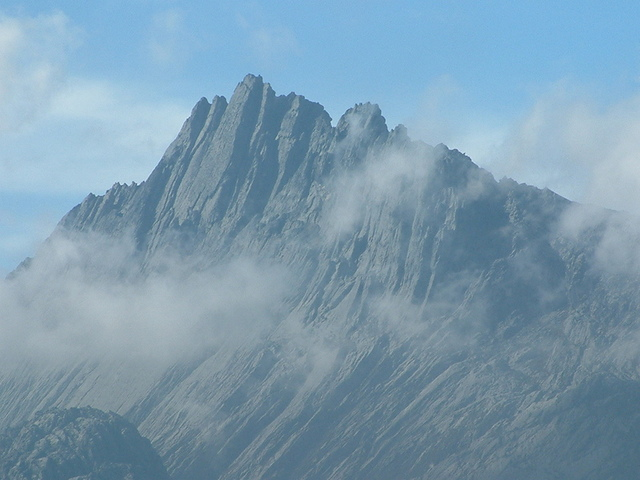
1. Puncak Jaya

Dit is een lijst van bergen in Oceanië.
| Naam van de berg    | Hoogte  | Gebergte              | Land                    |
| ------------------- | ------- | --------------------- | ----------------------- |
| Puncak Jaya         | 4.884 m | Jayawijaya gebergte   | Indonesië, Papoea       |
| Ngga Pilimsit       | 4.800 m | Maoke gebergte        | Indonesië, Papoea       |
| Puncak Mandala      | 4.760 m | Maoke gebergte        | Indonesië, Papoea       |
| Puncak Trikora      | 4.750 m | Maoke gebergte        | Indonesië, Papoea       |
| Mount Wilhelm       | 4.509 m | Bismarck gebergte     | Papoea-Nieuw-Guinea     |
| Mount Giluwe        | 4.368 m |                       | Papoea-Nieuw-Guinea     |
| Mount Kubor         | 4.359 m |                       | Papoea-Nieuw-Guinea     |
| Mauna Kea           | 4.205 m |                       | Verenigde Staten, Hawaï |
| Mauna Loa           | 4.169 m |                       | Verenigde Staten, Hawaï |
| Mount Bangeta       | 4.107 m |                       | Papoea-Nieuw-Guinea     |
| Mount Victoria      | 4.073 m |                       | Papoea-Nieuw-Guinea     |
| Aoraki / Mount Cook | 3.754 m | Nieuw-Zeelandse Alpen | Nieuw-Zeeland           |
| Gunung Rinjani      | 3.726 m |                       | Indonesië, Lombok       |
| Suckling            | 3.676 m |                       | Papoea-Nieuw-Guinea     |
| Malte Brun          | 3.199 m | Nieuw-Zeelandse Alpen | Nieuw-Zeeland           |
| Mount Sefton        | 3.157 m | Nieuw-Zeelandse Alpen | Nieuw-Zeeland           |
| Gunung Agung        | 3.148 m |                       | Indonesië, Bali         |
| Vogelkopf           | 3.100 m |                       | Papoea-Nieuw-Guinea     |
| Haleakala           | 3.055 m |                       | Verenigde Staten, Hawaï |
| Mount Aspiring      | 3.033 m | Nieuw-Zeelandse Alpen | Nieuw-Zeeland           |
| Mount Ruapehu       | 2.797 m | Nieuw-Zeelandse Alpen | Nieuw-Zeeland           |
| Mount Balbi         | 2.750 m |                       | Papoea-Nieuw-Guinea     |